# Melissa McBride
Pour les articles homonymes, voir McBride.
Melissa McBride, parfois créditée sous le nom de Melissa Suzanne McBride est une actrice américaine, née le 23 mai 1965 à Lexington, Kentucky (États-Unis). Elle est  principalement connue pour son rôle de Carol Peletier dans la série The Walking Dead. McBride a été saluée par la critique et a reçu de nombreux prix et nominations pour son rôle dans la série.

## Biographie
Melissa McBride est née le 23 mai 1965 à Laxington dans le Kentucky. Elle commence sa carrière d'actrice au début  des années 1990, en apparaissant dans un épisode de la série télévisée Matlock. Elle apparaît rapidement dans plusieurs séries comme American Gothic, Walker, Texas Ranger, Profiler  et  Dawson.
Au cinéma, on l'a notamment aperçue dans The Dangerous Lives of Altar Boys (2002) aux côtés de Jodie Foster ou encore dans The Mist (2007) aux côtés de  Thomas Jane,  Laurie Holden  et  Marcia Gay Harden, une adaptation de la nouvelle de Stephen King réalisée par Frank Darabont. En 2010, ce dernier fait appel à elle pour le rôle de Carol Peletier dans la série américaine à succès The Walking Dead. C'est ce personnage qui la fait connaître auprès du grand public. Elle remporte ainsi le Saturn Award de la meilleure actrice dans un second rôle à la télévision en 2014, puis en 2015.
En parallèle à sa carrière de comédienne, Melissa McBride a également travaillé comme directrice de casting sur plusieurs films.
Tous ses frères et sœurs sont décédés. John Michael en 1990, Neil Allen en 2008, ainsi que Mélanie Suzanne en 2012.

## Filmographie

### Cinéma
- 1995 : Mutant Species : La mère de Tiffany
- 2002 : The Dangerous Lives of Altar Boys : Mrs. Doyle
- 2006 : Nailed! : Olga
- 2007 : Lost Crossing : Sheila
- 2007 : The Promise : Stacey Johnson
- 2007 : The Mist : La mère dont les enfants sont à la maison
- 2008 : Delgo : Miss Sutley/Elder Pearo (Voix)
- 2014 : The Reconstruction of William Zero : Dr. Ashley Bronson
- 2016 : The Happys : Krista

### Télévision
- 1993 : Matlock : (Série Télévisée, Saison 8 Épisode 10) : Darlene Kellog
- 1994 : In the Heat of the Night : (Série Télévisée, Saison 7 Épisodes 23 et 24) : La Reporter WPMM
- 1995 : Fatale Rivale : (Her Deadly Rival) (Téléfilm) : Ellie
- 1995 : American Gothic : (Série Télévisée, Saison 1 Épisode 5) : Holly Gallagher
- 1996 : Au cœur du scandale : (A Season in Purgatory, Téléfilm) : Mary Pat Bradley
- 1996 : Profiler : (Série Télévisée, Saison 1 Épisode 1) : Une jeune marcheuse
- 1997 : Close to Danger : (Téléfilm) : Natalie
- 1997 : Un enfant à protéger : (Any Place But Home, Téléfilm) : Brett
- 1997 : Walker, Texas Ranger : (Série Télévisée, Saison 6 Épisodes 3 et 4) : Dr. Rachel Woods
- 1998 : Dawson : (Série Télévisée, Saison 1 Épisode 9) : Nina
- 1999 : Nathan Dixon : (Téléfilm) : Janine Keach
- 1999 : Pirats of Silicon Valley : (Téléfilm) : Elizabeth Holmes
- 2003 : Dawson : (Série télévisée, Saison 6 Épisodes 23 et 24) : Melanie
- 2008 : Un Cœur pour la vie : (Living Proof) (Téléfilm) : Sally
- 2010 - 2022 : The Walking Dead : (Série Télévisée) : Carol Peletier (Rôle Récurrent Saison 1, Principale dès la Saison 2                (125 Épisodes)
- 2013 : Conan : (Talk-Show) : Carol Peletier (Épisode : It's not the Hotlanta, It's the Humidylanta)
- 2017 : Robot Chicken : (Série d'animation) : Carol Peletier (Voix, Épisode : The Robot Chicken Walking Dead Special: Look Who’s Walking)
- 2018 : Fear the Walking Dead : Carol Peletier(Invitée, Saison 4, Épisode 1)
- 2019 : Ride with Norman Reedus : elle-même (Épisode : Scotland With Melissa McBride)
- 2023 : The Walking Dead: Daryl Dixon : Carol Peletier (Invitée Saison 1, Principale dès la Saison 2)

## Distribution des rôles
- 2006 : The Last Adam
- 2007 : The Promise
- 2009 : Golden Minutes
- 2009 : This Side Up
- 2010 : The Party
- 2010 : Broken Moment

## Distinctions

### Récompenses
- 2012 : Satellite Award de la meilleure distribution pour The Walking Dead
- 2013 : Eyegore Award de la meilleure distribution pour The Walking Dead
- 2014 : Critics' Choice Television Award du personnage préféré féminin pour The Walking Dead
- Saturn Awards 2014 : Meilleure actrice de télévision dans un second rôle pour The Walking Dead
- Saturn Awards 2015 : Meilleure actrice de télévision dans un second rôle pour The Walking Dead
- 2015 : ComicBook TV Awards : Meilleure actrice de télévision dans un second rôle pour The Walking Dead
- 2015 : EWwy Awards : Meilleure actrice de télévision dans un second rôle pour The Walking Dead
- 2015 : CarterMatt Awards : Meilleure actrice de télévision pour The Walking Dead

### Nominations
- 2013 : Shorty Award du meilleur média social
- 2014 : Critics' Choice Television Award de la meilleure actrice dans un second rôle pour The Walking Dead
- 2014 : Gold Derby TV Award de la meilleure actrice dans un second rôle pour The Walking Dead
- 2014 : EWwy Award de la meilleure actrice dans un second rôle pour The Walking Dead
- 2014 : IGN Awards : Meilleure héroïne de télévision pour The Walking Dead
- 2015 : Fangoria Chainsaw Award de la meilleure actrice dans un second rôle pour  The Walking Dead
- 2015 : Tel-Tale TV Award de la meilleure performance féminine pour The Walking Dead
- Saturn Awards 2016 : meilleure actrice de télévision dans un second rôle pour The Walking Dead
- 2016 : Poppy Award de la meilleure actrice dans un second rôle pour The Walking Dead
- Saturn Awards 2017 : meilleure actrice dans un second rôle pour The Walking Dead
- Saturn Awards 2018 : meilleure actrice dans un second rôle pour The Walking Dead
- Saturn Awards 2019 : meilleure actrice dans un second rôle pour The Walking Dead
- Saturn Awards 2021 : meilleure actrice dans un second rôle pour The Walking Dead
- Saturn Awards 2022 : meilleure actrice dans un second rôle pour The Walking Dead